# 余目站
余目站（日语：／ Amarume eki */?）是一個位於日本山形縣東田川郡庄內町余目字澤田，屬於東日本旅客鐵道（JR東日本）的鐵路車站。

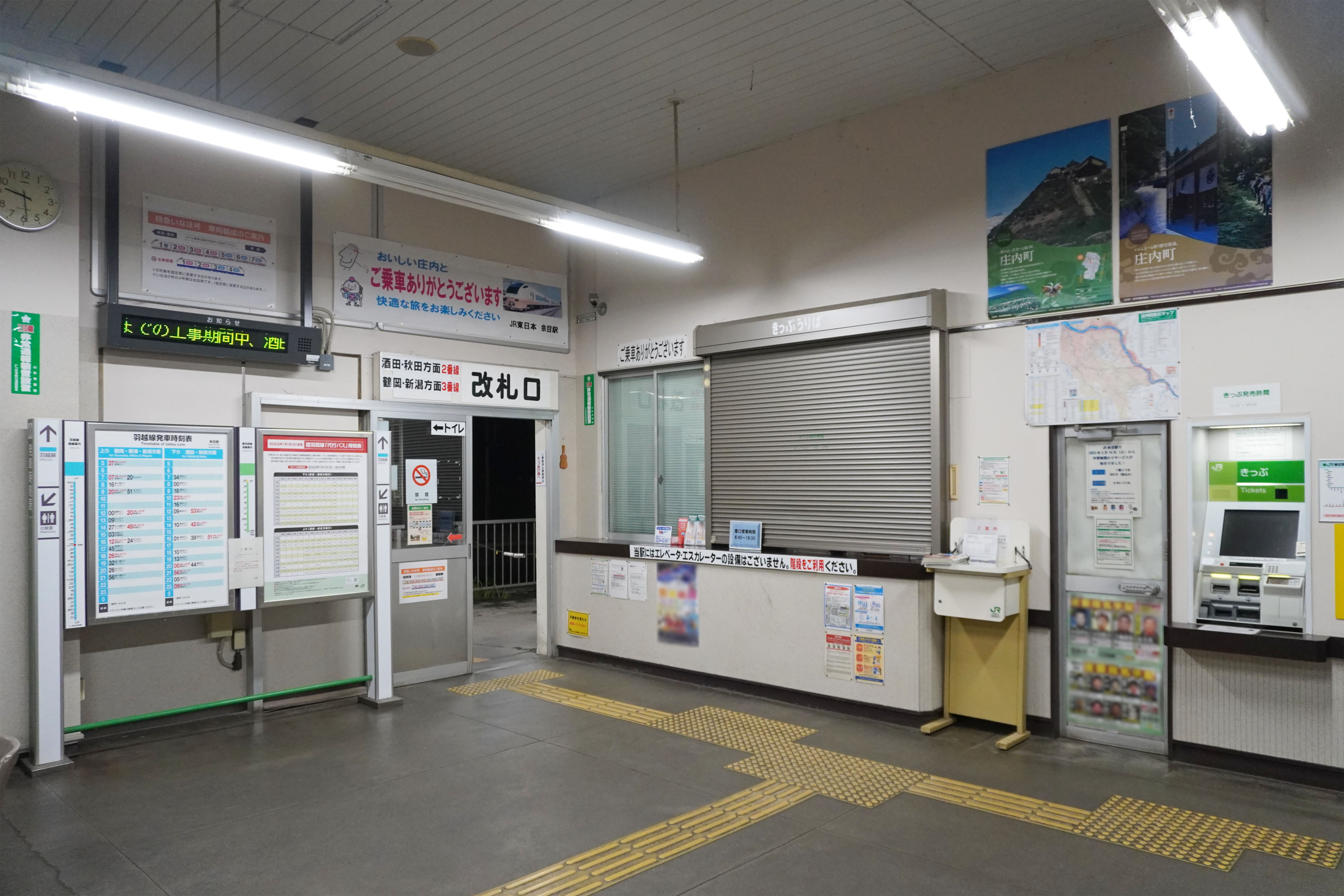
檢票口（2023年7月）

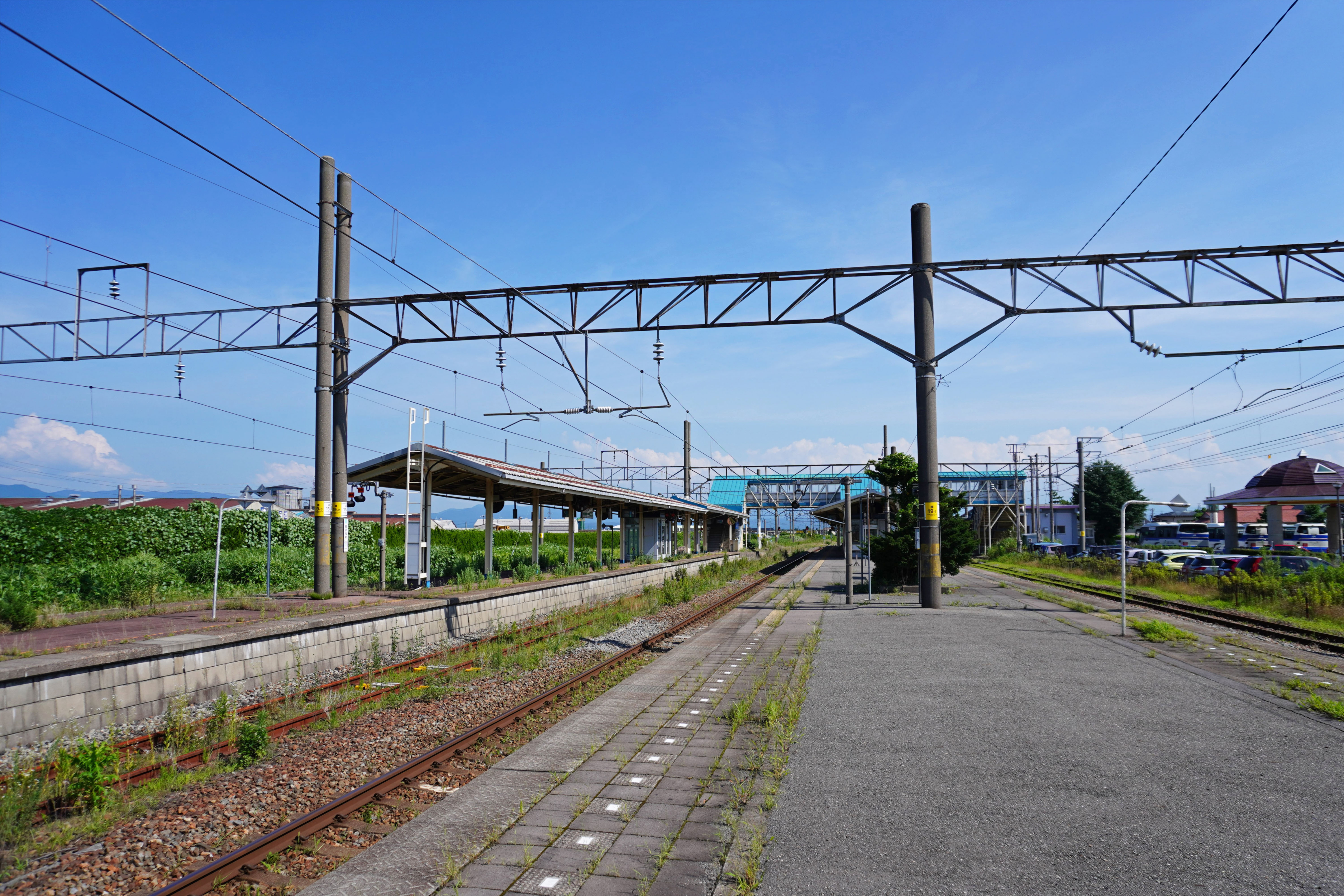
月台（2023年7月）

## 車站構造
島式月台2面4線的地面車站。與站舍（西側）以跨線橋聯絡。站舍直結月台（1號月台）曾經存在，現在以柵欄圍起，不再供乘客使用（作為軌道下行列車用的側線則使用中）。

### 月台配置
| 月台 | 路線      | 方向 | 目的地               |
| ---- | --------- | ---- | -------------------- |
| 2    | ■羽越本線 | 下行 | 酒田、秋田方向       |
| 3    | ■羽越本線 | 上行 | 鶴岡、村上、新潟方向 |
| 4、5 | ■陸羽西線 | 下行 | 酒田方向             |
| 4、5 | ■陸羽西線 | 上行 | 新庄方向             |

（來源：JR東日本:車站構內圖 （页面存档备份，存于））

## 使用情況
根據JR東日本，2018年度（平成30年度）1日平均上車人次為503人。
近年的推移如下表。
| 年度               | 1日平均 上車人次 | 來源            |
| ------------------ | ---------------- | --------------- |
| 2000年（平成12年） | 774              | [ 利用客数 2 ]  |
| 2001年（平成13年） | 768              | [ 利用客数 3 ]  |
| 2002年（平成14年） | 755              | [ 利用客数 4 ]  |
| 2003年（平成15年） | 713              | [ 利用客数 5 ]  |
| 2004年（平成16年） | 679              | [ 利用客数 6 ]  |
| 2005年（平成17年） | 647              | [ 利用客数 7 ]  |
| 2006年（平成18年） | 607              | [ 利用客数 8 ]  |
| 2007年（平成19年） | 590              | [ 利用客数 9 ]  |
| 2008年（平成20年） | 573              | [ 利用客数 10 ] |
| 2009年（平成21年） | 543              | [ 利用客数 11 ] |
| 2010年（平成22年） | 527              | [ 利用客数 12 ] |
| 2011年（平成23年） | 519              | [ 利用客数 13 ] |
| 2012年（平成24年） | 538              | [ 利用客数 14 ] |
| 2013年（平成25年） | 567              | [ 利用客数 15 ] |
| 2014年（平成26年） | 510              | [ 利用客数 16 ] |
| 2015年（平成27年） | 497              | [ 利用客数 17 ] |
| 2016年（平成28年） | 490              | [ 利用客数 18 ] |
| 2017年（平成29年） | 481              | [ 利用客数 19 ] |
| 2018年（平成30年） | 503              | [ 利用客数 1 ]  |

## 相鄰車站
東日本旅客鐵道（JR東日本）
■羽越本線
- 特急「稻穗」停靠站

■普通
西袋－余目－北余目
■陸羽西線（此站－酒田站間為羽越本線）
□快速「最上川」
狩川－（下行為南野站）－余目－酒田
■普通
南野－余目－北余目

### 使用情況
1. 1 2  . 東日本旅客鉄道.   [2019-07-21]. （原始内容存档于2019-07-05）.
2. ↑  . 東日本旅客鉄道.   [2019-02-22]. （原始内容存档于2019-04-02）.
3. ↑  . 東日本旅客鉄道.   [2019-02-22]. （原始内容存档于2019-02-22）.
4. ↑  . 東日本旅客鉄道.   [2019-02-22]. （原始内容存档于2019-04-02）.
5. ↑  . 東日本旅客鉄道.   [2019-02-22]. （原始内容存档于2019-03-27）.
6. ↑  . 東日本旅客鉄道.   [2019-02-22]. （原始内容存档于2019-02-23）.
7. ↑  . 東日本旅客鉄道.   [2019-02-22]. （原始内容存档于2019-04-02）.
8. ↑  . 東日本旅客鉄道.   [2019-02-22]. （原始内容存档于2019-04-02）.
9. ↑  . 東日本旅客鉄道.   [2019-02-22]. （原始内容存档于2019-04-02）.
10. ↑  . 東日本旅客鉄道.   [2019-02-22]. （原始内容存档于2019-02-22）.
11. ↑  . 東日本旅客鉄道.   [2019-02-22]. （原始内容存档于2019-04-02）.
12. ↑  . 東日本旅客鉄道.   [2019-02-22]. （原始内容存档于2019-04-02）.
13. ↑  . 東日本旅客鉄道.   [2019-02-22]. （原始内容存档于2019-04-02）.
14. ↑  . 東日本旅客鉄道.   [2019-02-22]. （原始内容存档于2019-04-02）.
15. ↑  . 東日本旅客鉄道.   [2019-02-22]. （原始内容存档于2017-02-08）.
16. ↑  . 東日本旅客鉄道.   [2019-02-22]. （原始内容存档于2019-04-02）.
17. ↑  . 東日本旅客鉄道.   [2019-02-22]. （原始内容存档于2019-03-23）.
18. ↑  . 東日本旅客鉄道.   [2019-02-22]. （原始内容存档于2019-03-27）.
19. ↑  . 東日本旅客鉄道.   [2019-02-22]. （原始内容存档于2019-03-25）.

## 外部連結
- JR東日本 余目站 （页面存档备份，存于）